# Serhiivka, Prîlukî
Serhiivka (în ucraineană Сергіївка) este localitatea de reședință a comunei Serhiivka din raionul Prîlukî, regiunea Cernihiv, Ucraina.

## Demografie
Componența lingvistică a localității Serhiivka
     Ucraineană (96,95%)
     Rusă (2,91%)
Conform recensământului din 2001, majoritatea populației localității Serhiivka era vorbitoare de ucraineană (96,95%), existând în minoritate și vorbitori de rusă (2,91%).